# Einfache Genauigkeit
In der Mathematik und Informatik ist einfache Genauigkeit (englisch single precision oder auch nur single) eine Bezeichnung für ein Gleitkommaformat, das eine Speichereinheit im Rechner belegt. Damit sind die genauen Details abhängig vom Rechnerhersteller und dessen Speicherarchitektur. Speziell für Mikroprozessoren mit byteweisem Speicher wurde der IEEE 754 Standard entworfen, der 4 Byte (32 Bit) für dieses Zahlenformat vorschreibt. Die Bezeichnung ist nicht Gleitkommazahlen vorbehalten; sie ist auch für ganze Zahlenformate anwendbar.

Beispiel einer Zahl in einfacher Genauigkeit nach IEEE 754

Eine IEEE-754-Zahl hat im Dezimalsystem eine Auflösung zwischen 7 und 8 Ziffern.
Oft besteht die Notwendigkeit, Ergebnisse mit höherer Genauigkeit zu berechnen, dafür gibt es das Zahlenformat doppelte Genauigkeit. Für noch höhere Genauigkeit wurden in der Revision IEEE 754-2008 vierfach genaue Zahlenformate eingeführt.
Für spezielle numerische Aufgaben, z. B. in der Computergrafik, für didaktische Zwecke oder künstliche neuronale Netze in Tensor-Prozessoren, existieren auch kürzere Zahlenformate als einfache Genauigkeit, beispielsweise Halbe Genauigkeit mit nur 16 Bit.

## Weitere Genauigkeitsklassen
- Halbe Genauigkeit oder Minifloats
- Doppelte Genauigkeit
- Vierfache Genauigkeit
- Gleitkommazahl